# Oleksij Reznikov
Oleksij Jurijovyč Reznikov (ukrajinsky Олексій Юрійович Резніков; * 18. června 1966 Lvov, Ukrajinská SSR, Sovětský svaz) je ukrajinský právník a politik, mezi prosincem 2021 a 4. zářím 2023 ministr obrany Ukrajiny. V minulosti působil také jako místopředseda ukrajinské vlády a jako ministr pro znovuzačlenění dočasně okupovaných území. Rovněž působil v kyjevské městské administrativě. Reznikov také sloužil jako vedoucí ukrajinské národní delegace v Kongresu místních a regionálních orgánů Rady Evropy od roku 2015 do roku 2016 a byl ukrajinským prezidentem pověřen, aby reprezentoval Ukrajinu v třístranné kontaktní skupině.

## Život
Reznikov se narodil ve Lvově v bývalé Ukrajinské SSR Sovětského svazu. Jeho otec byl profesorem a jeho matka neuroložkou.
Mezi lety 1984 a 1986 sloužil Reznikov v sovětském letectvu.
Po studiu na Lvovské univerzitě obdržel magisterský titul v právech. Během svých studií se aktivně účastnil studentského života: vyhrál olympiádu studentů práv a reprezentoval Ukrajinu v olympiádě studentů práv v rámci Sovětského svazu.
Kromě rodného ukrajinského jazyka ovládá Reznikov plynně ruštinu, angličtinu a polštinu.